# Superliga de Nepal
La Superliga de Nepal es la primera liga de fútbol de franquicia profesional de Nepal organizada por Nepal Sports and Events Management (NSEM) en apoyo técnico de ANFA. Es una de las tres principales divisiones del fútbol en Nepal, con Liga de Fútbol de Nepal y Liga Nacional de Nepal.
Un total de siete franquicias participaron en el primer torneo que se celebró en el Estadio Dasarath Rangasala del 24 de abril al 15 de mayo de 2021.

## Equipos
En total siete clubes participan en la liga, un equipo de la ciudad cada uno de las siete provincias, siendo el Dhangadhi F.C. el club con mayor valor de mercado, y el portero local, Kiran Chemjong, el jugador más valioso. Un equipo puede reclutar a tres jugadores extranjeros y colocar dos a la vez.
| Equipo                | Localización                           |
| --------------------- | -------------------------------------- |
| Biratnagar City F.C.  | Biratnagar, Provincia de Koshi         |
| Kathmandu Rayzrs F.C. | Katmandú, Provincia de Bagmati         |
| Lalitpur City F.C.    | Patan, Provincia de Bagmati            |
| F.C. Chitwan          | Bharatpur, Nepal, Provincia de Bagmati |
| Pokhara Thunders      | Pokhara, Provincia de Gandaki          |
| Butwal Lumbini F.C.   | Butwal, Provincia de Lumbini           |
| Dhangadhi F.C.        | Dhangadhi, Provincia de Sudurpashchim  |

## Planificación
Esta liga está organizada por Nepal Sports and Event Management con el apoyo técnico de All Nepal Football Association. Los partidos se jugaron en un formato de todos contra todos, donde los cuatro primeros lugares clasifican a los playoffs, se realizó un partido preliminar entre el primer y segundo lugar, y entre el tercer y cuarto lugar, el ganador del primer partido preliminar clasifica a la final, mientras en perdedor juega el tercer partido preliminar contra el ganador del segundo partido preliminar, el ganador del tercer partido preliminar clasifica a la final. Los jugadores serán subastados después de enumerarlos en cuatro categorías y un equipo puede reclutar a tres jugadores extranjeros y colocar dos a la vez. Cada equipo tendrá 20 jugadores. Se asignó un período de dos meses para el torneo y los clubes liberarían a los jugadores por ese período.

### Campeones
El Kathmandu Rayzrs FC ganó la primera temporada en 2021, al derrotar 1-0 al Dhangadhi F.C. en la final que se disputó el 15 de mayo de 2021, el máximo goleador fue el camerunés Messouke Oloumou, el marcar un total de ocho goles en la temporada.
| S.N. | Temporada | Ganador               | Máximo goleador  |
| ---- | --------- | --------------------- | ---------------- |
| 1    | 2021      | Kathmandu Rayzrs F.C. | Messouke Oloumou |

### Estadios
Todos los partidos se llevan a cabo en el Dasarath Rangasala en Katmandú, Nepal.
| KatmandúPokharaBirgunjButwalBiratnagarDhangadhiPatan |

| Dhangadhi              | Butwal                      | Pokhara                  | Katmandú                      | Biratnagar                   |
| ---------------------- | --------------------------- | ------------------------ | ----------------------------- | ---------------------------- |
| Estadio Dhangadi       | Centro Técnico ANFA         | Pokhara Rangasala        | Estadio Dasarath Rangasala    | Sahid Rangsala               |
| Capacidad: 10 000      | Capacidad: 5 000            | Capacidad: 18 500        | Capacidad: 15 000             | Capacidad: 15 000            |
| Equipo: Dhangadhi F.C. | Equipo: Butwal Lumbini F.C. | Equipo: Pokhara Thunders | Equipo: Kathmandu Rayzrs F.C. | Equipo: Biratnagar City F.C. |
|                        |                             |                          |                               |                              |

| Birgunj              | Lalitpur                   |
| -------------------- | -------------------------- |
| Estadio Narayani     | Estadio Chyasal            |
| Capacidad: 15,000    | Capacidad: 10,000          |
| Equipo: F.C. Chitwan | Equipo: Lalitpur City F.C. |
|                      |                            |